# ユーリイ・トゥイニャーノフ

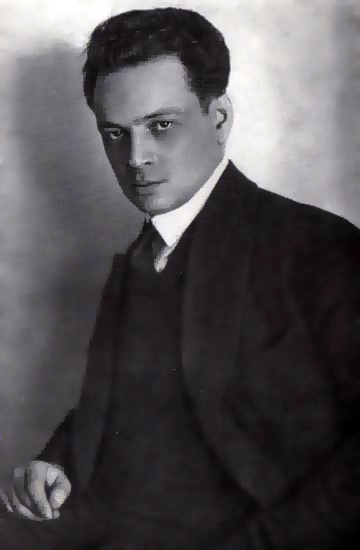
ユーリ・トゥイニャーノフ

ユーリイ・ニコラーエヴィチ・トゥイニャーノフ（ロシア語:Юрий Николаевич (Насонович) Тыняновユーリイ・ニカラーイェヴィチュ・トィニャーナフ；ラテン文字転写の例:Yury Nikolayevich (Nasonovich) Tynyanov、1894年10月18日 - 1943年12月20日）は、ロシアの作家、文芸評論家、翻訳家、文学者にして脚本家。ユダヤ系。
なお、姓についてはトゥィニャーノフ、トィニャーノフ、ティニャーノフなどとも書かれる。

## 生涯と業績
1894年、ラトビア（当時はロシア領）のレーゼクネで生まれた。
トゥイニャーノフは、プーシキンの権威であり、ロシア・フォルマリズム学校の主要なメンバーの一人であった。
1928年言語学者のロマーン・ヤコブソンとともに構造主義の先駆的考察として知られる『言語の命題』Theses on Languageを発表した。
この中で、トゥイニャーノフは、
- 文学は、固定された理論的基礎と正確な用語を持たなければならない。
- 他の分野と関係を形成する以前に、文学における特定の分野に関する構造を確立しなければならない。
- 文学の発展・進化は体系的に研究されなければならない。発展に関するすべての根拠については、文学的、非文学的に関わらず、機能的に分析されなければならない。
- 共時的研究と通時的分析の区別は、文学の発達におけるそれぞれの段階で体系化され、言語として文学に関する研究に貢献した。しかし、個々の共時的な言語体系は、その構造の一部として過去から未来に渡って存在し、言語体系の区別は、有用性を越えて維持されるべきではない。
- 共持的システムは、単なる集積された現象の塊ではない。システムとは、階層的構成を意味する。
- 言語学の見地から見た、言語とパロールの区別は、個々の話された言葉と、一般化している言語的法則の複合体の間の関係から、この法則の基礎を文学的な面で発展するに値する。
- 文学の構造法に関する分析は、文章の形式を支配する限定された構造を進化させる方向に結びついている。
- あるひとつのジャンルに「内在する法則」の発見は、進化のステップという記述のひとつを可能とした。

などについて論述している。
さらにトゥイニャーノフは、歴史小説を書いたほか、フィクションにおける構造主義の実験的作品をいくつか発表した。1943年12月20日多発性硬化症により死去した。

## 主要参考文献

### 英語によるもの
トゥイニャーノフ著
- 構造主義論（Formalist theory）、L.M.オトゥール、アン・シュックマン訳（1977年） （L.M. O'Toole and Ann Shukman）、（1977年）
- キージェ中尉、若きヴィトゥシシニコフ（Young Vitushishnikov）: 二編（エリダノス叢書、第20集）、ミラ・ギンズバーグ（w:Mirra Ginsburg）訳（1990年）

トゥイニャーノフ編
- ロシア語の散文、ボリス・ミハイロヴィチ・エイヘンバウム（w:Boris Mikhailovich Eikhenbaum）、ユーリイ・トゥイニャーノフ編、レイ・パロット訳（1985年）

### ロシア語の著作
小説:
- Кюхля、1925年
- Смерть Вазир-Мухтара、1928年
- Пушкин、1936年

中編小説:
- Подпоручик Киже、1927年
- Восковая персона、1930年
- Малолетный Витушишников、1933年
- Гражданин Очер

プーシキンとその時代について:
- Архаисты и Пушкин、1926年
- Пушкин、1929年
- Пушкин и Тютчев、1926年
- О "Путешествии в Арзрум"、1936年
- Безыменная любовь, 1939年
- Пушкин и Кюхельбекер、1934年
- Французские отношения Кюхельбекера、1939年
  1. Путешествие Кюхельбекера по Западной Европе в 1820 - 1821
  2. Декабрист и Бальзак.
- Сюжет "Горя от ума"、1943年